# Wilhelm Miklas
Wilhelm Miklas (Krems an der Donau, 15 de outubro de 1872 – Viena, 20 de março de 1956) foi o terceiro presidente da Áustria, de 1928 até a sua anexação pela Alemanha nazi em 1938.

## Biografia
Filho de um carteiro, Miklas estudou História e Geografia na Universidade de Viena enquanto participava do Partido Social Cristão, onde logo se destacou como uma liderança. Em dezembro de 1928 foi eleito Presidente da Áustria e permaneceu no cargo por dez anos, até o Anschluss nazi, que anexou seu país e o transformou numa província da Alemanha.

No período anterior à anexação, durante a agitação política nazi no país, o Presidente Miklas ofereceu anistia a membros do Partido Nazi austríaco presos, mas se recusou a atender o pedido de Hitler de entregar o controle da força da polícia nacional a Arthur Seyss-Inquart, o líder dos nazistas austríacos; foi, entretanto, obrigado a ceder quando o Führer alemão ordenou manobras militares da Wehrmacht na fronteira dos dois países, obrigando-o a atender suas demandas sob ameaça militar, e nomeou Seyss-Inquart como Ministro do Interior da Áustria.

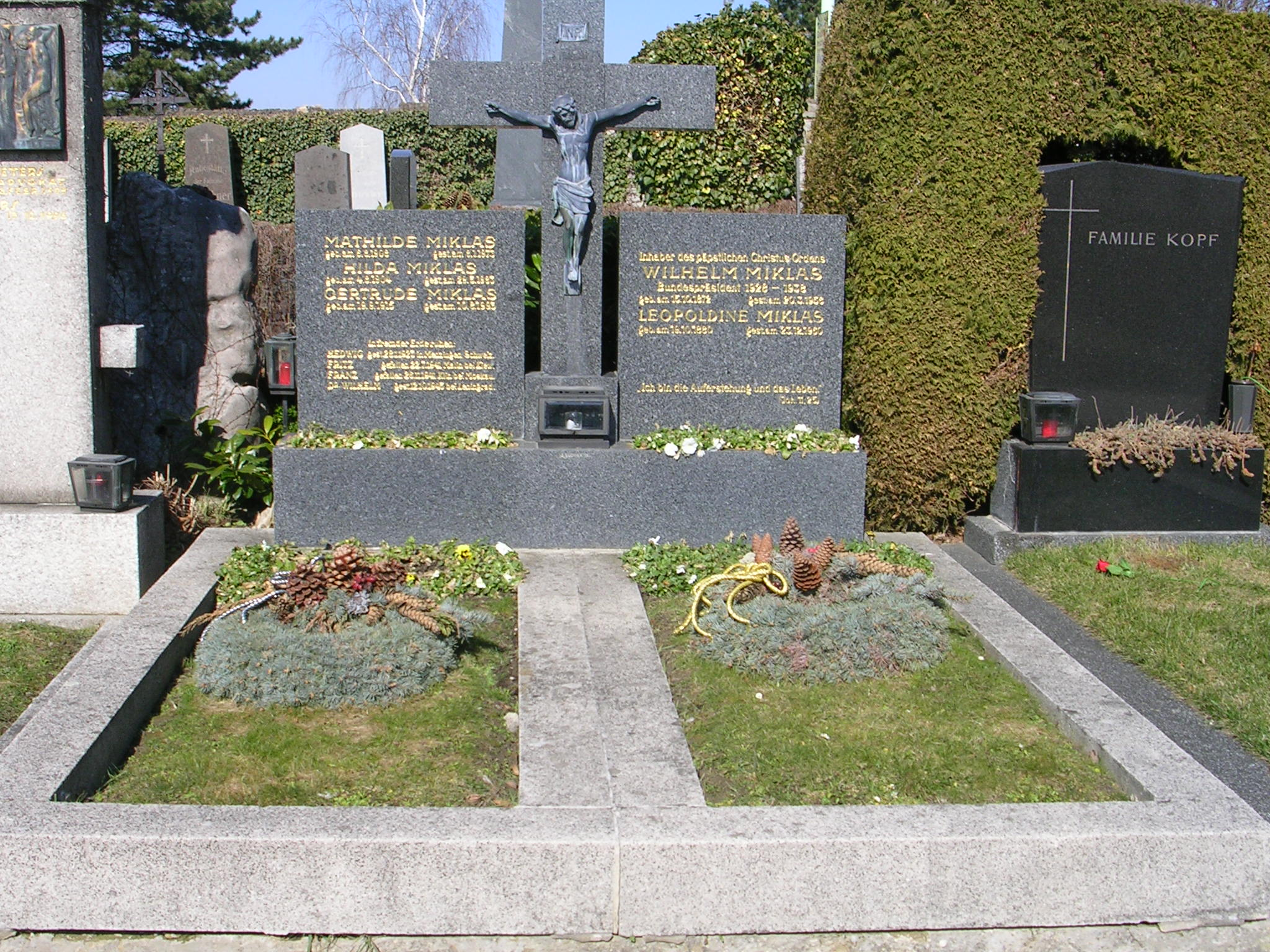
Túmulo do Presidente Miklas.

As demandas foram aumentando até que, em março de 1938, Hermann Goering exigiu que Seyss-Inquart substituísse Kurt Schuschnigg como Chanceler da Áustria. Miklas recusou-se, e após Hitler receber garantias de Mussolini de que não interviria na questão, foi anunciado que a Alemanha invadiria na manhã do dia seguinte. Ele capitulou à meia-noite, comunicando que havia empossado Seyss-Inquart como novo chanceler, mas já era tarde demais. Ao alvorecer, tropas nazistas entraram no país e foram recebidos com entusiasmo pelo povo nas ruas.
Miklas era odiado pelos nazistas austríacos por sua recusa inicial em permitir que eles governassem o país; ele foi preso, colocado em prisão domiciliar pelo coronel da SS Otto Skorzeny e desapareceu da esfera política.